# F Constituição (F-42)
A F Constituição (F - 42) é uma fragata da Classe Niterói, da Marinha do Brasil.
Fruto do "Programa de Renovação e Ampliação de Meios Flutuantes" da Marinha, concebido na década de 1970, que previa a construção de seis fragatas da Classe Niterói, foi a terceira a ser iniciada.
Construída nos estaleiros Vosper-Tornicroft Ltd., na Inglaterra, em 1974, o seu batimento de quilha ocorreu a 13 de março. Foi lançada ao mar a 15 de abril de 1976, e, a incorporada à armada em 31 de março de 1978.
A embarcação utiliza "Urso" como lema.
O navio esteve envolvido no resgate dos corpos e destroços do voo AF 447, junto com outras embarcações da Marinha Brasileira.

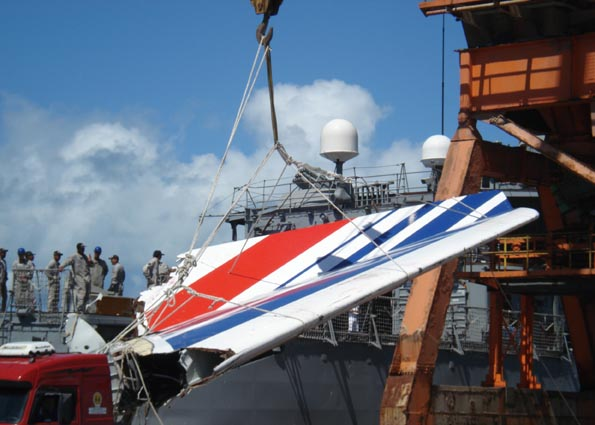
Voo Air France 447 e a F Constituição

## Origem do nome
O nome do navio é uma homenagem à Constituição do Brasil. Esta fragata é o terceiro navio a ostentar esse nome na Marinha do Brasil, os outras embarcações foram Barca Canhoneira Constituição (1826) e Fragata Constituição (1825)